# Aceratobasis macilenta
Aceratobasis macilenta là loài chuồn chuồn trong họ Coenagrionidae. Loài này được Rambur mô tả khoa học đầu tiên năm 1842.